# 月关
月關（1972年—），原名魏立軍，男，山东平原人，中國大陸網路作家，電視劇編劇，中國作家協會會員。被誉为“网络历史小说之王”。

## 生平
1972年，出生於山東省平原縣。
最早以“梦游居士”为笔名，在起点中文网发表武侠同人小说《颠覆笑傲江湖》和东方玄幻小说《成神》。
2006年開始以“月關”為筆名，在起點中文網創作長篇歷史小說《回到明朝當王爺》。
2010年，《回到明朝當王爺》成為臺灣公共圖書館十大借閱排行榜第五名。
2011年，辭去銀行的主管職務，成為全職作家。

## 作品

### 小說
| 标题               | 发布       | 状态   |
| ------------------ | ---------- | ------ |
| 《颠覆笑傲江湖》   | 起点中文网 | 已完结 |
| 《成神》           | 起点中文网 | 断更   |
| 《回到明朝当王爷》 | 起点中文网 | 已完结 |
| 《狼神》           | 起点中文网 | 已完结 |
| 《一路彩虹》       | 起点中文网 | 已完结 |
| 《追爱跨世纪》     | 起点中文网 | 已完结 |
| 《大争之世》       | 起点中文网 | 已完结 |
| 《步步生莲》       | 起点中文网 | 已完结 |
| 《锦衣夜行》       | 起点中文网 | 已完结 |
| 《醉枕江山》       | 起点中文网 | 已完结 |
| 《夜天子》         | 起点中文网 | 已完结 |
| 《逍遥游》         | 掌阅小说网 | 已完结 |
| 《秦墟》           | 掌阅小说网 | 已完结 |
| 《大宋北斗司》     | 掌阅小说网 | 已完结 |
| 《古剑屠魔录》     | 掌阅小说网 | 已完结 |
| 《钟情四海》       | 掌阅小说网 | 已完结 |
| 《未来:神世界》    | 掌阅小说网 | 已完结 |
| 《预见.爱》        | 掌阅小说网 | 已完结 |
| 《云穹之龙王觉醒》 | 掌阅小说网 | 已完结 |
| 《青萍》           | 掌阅小说网 | 已完结 |
| 《莫若凌霄》       | 番茄小说网 | 连载中 |
| 《临安不夜侯》     | 起点中文网 | 连载中 |

### 編劇
- 《夜天子》，2018年中國古裝電視劇
- 《回到明朝當王爺之楊凌傳》，2018年中國古裝電視劇
- 《大宋北斗司》，2019年中國古裝電視劇
- 《錦衣夜行》，2020年播映的中國古裝電視劇
- 《步步生蓮》，2020年中國古裝電視劇 [6]

## 爭議

### 抄襲
被指控在《回到明朝當王爺》、《狼神》和《大爭之世》的文字中有抄襲網路小說《日照天劫》。月關則回應:「那些句子的確生動優美，改一改的話反而不夠簡煉，由於只是描寫床上身體時的幾句話，我就借用了」「這人明顯動機不良。」